# Бжозова-Вулька
Бжозова-Вулька (пол. Brzozowa Wólka) — село в Польщі, у гміні Граєво Ґраєвського повіту Підляського воєводства.
Населення — 76 осіб (2011).
У 1975-1998 роках село належало до Ломжинського воєводства.

## Демографія
Демографічна структура станом на 31 березня 2011 року:
|          | Загалом | Допрацездатний вік | Працездатний вік | Постпрацездатний вік |
| -------- | ------- | ------------------ | ---------------- | -------------------- |
| Чоловіки | 44      | 10                 | 31               | 3                    |
| Жінки    | 32      | 3                  | 23               | 6                    |
| Разом    | 76      | 13                 | 54               | 9                    |